# Notosemus variegatus
Notosemus variegatus là một loài tò vò trong họ Ichneumonidae.